# Wacław Piasecki (wojskowy)
Wacław Piasecki (ur. 24 września 1897 w Zawichoście, zm. 30 kwietnia 1940 w Katyniu) – chorąży Wojska Polskiego, kawaler Krzyża Walecznych, ofiara zbrodni katyńskiej.

## Życiorys
Syn Władysława i Emilii z Rybińskich. Uczestnik I wojny światowej w szeregach armii rosyjskiej. Walczył w wojnie polsko-bolszewickiej. Po zakończeniu działań wojennych pozostał w wojsku. Służył w 19 pułku ułanów wołyńskich (do września 1939), w 1929 był w drużynie dowódcy pułku, a następnie w szwadronie technicznym. Od 1923 pełnił obowiązki oficera taborowego pułku. W 1937 awansował na starszego wachmistrza, w 1938 na chorążego.
Po agresji ZSRR na Polskę z 17 września 1939, został aresztowany w Ostrogu i dostał się do niewoli sowieckiej. Według stanu z kwietnia 1940 był jeńcem obozu w Kozielsku. Ostatnią wiadomością od niego jest pocztówka z obozu, wysłana do siostry w styczniu 1940. 28 kwietnia 1940 został przekazany do dyspozycji naczelnika Zarządu NKWD Obwodu Smoleńskiego – lista wywózkowa 052/4 z 27 kwietnia 1940 pozycja 56, nr akt 924. Został zamordowany 30 kwietnia 1940 w lesie katyńskim przez funkcjonariuszy Obwodowego Zarządu NKWD w Smoleńsku oraz pracowników NKWD przybyłych z Moskwy na mocy decyzji Biura Politycznego KC WKP(b) z 5 marca 1940. Ofiary tej zbrodni grzebano w bezimiennych mogiłach zbiorowych, gdzie od 28 lipca 2000 mieści się oficjalnie Polski Cmentarz Wojenny w Katyniu. W miejscu tym prowadzone były ekshumacje i prace archeologiczne, jednak Wacław Piasecki nie został zidentyfikowany podczas ekshumacji prowadzonej przez Niemców w 1943.
Krewni w 1945 i 1965 poszukiwali informacji przez Biuro Informacji i Badań Polskiego Czerwonego Krzyża w Warszawie.

### Życie prywatne
Był żonaty z Jadwigą z Masiewiczów, z którą miał córkę Leokadię i syna Zbigniewa.

## Upamiętnienie
Prezydent RP Lech Kaczyński postanowieniem Nr 112-49-07 z 5 października 2007 mianował go pośmiertnie na stopnień podporucznika. Awans zostały ogłoszone 10 listopada 2007 w Warszawie, w trakcie uroczystości „Katyń Pamiętamy – Uczcijmy Pamięć Bohaterów”.
W ramach akcji „Katyń... pamiętamy” / „Katyń... Ocalić od zapomnienia”, zostały zasadzone Dęby Pamięci przez Szkołę Podstawową nr 1 w Olsztynie, a także przez Placówkę 114 Stowarzyszenia Weteranów Armii Polskiej w Ameryce oraz Społeczną Radę Programową Uroczystości Sadzenia Dębów Pamięci w Toronto w Parku im. I. Paderewskiego.

## Ordery i Odznaczenia
- Krzyż Walecznych[3]
- Medal Niepodległości – 19 grudnia 1933 „za pracę w dziele odzyskania niepodległości”[18][19][4][20]
- Medal Pamiątkowy za Wojnę 1918–1921
- Medal Dziesięciolecia Odzyskanej Niepodległości
- Krzyż Kampanii Wrześniowej – pośmiertnie 1 stycznia 1986[21]
- Medal Zwycięstwa